# Naissance en 2025
Naissance
- 2021
- 2022
- 2023
- 2024
- 2025
- 2026
- 2027
- 2028
- 2029

Les naissances en 2025 concernent les personnalités nées entre le 1er janvier et le 31 décembre 2025.

## Février
- 7 février : Ines de Suède, fille du prince Carl Philip de Suède et de Sofia Hellqvist.